# Shabtai Teveth
Shabtai Teveth (Petah Tikva, 1925 – 1º de novembro de 2014) foi um historiador e autor israelense. Ele se tornou famoso como correspondente de guerra e pelas biografias de David Ben-Gurion e Moshe Dayan. O seu livro Os Tanques de Tammuz, originalmente publicado em hebraico como Exposto na torre, foi considerado o melhor livro sobre a experiência israelense na Guerra dos Seis Dias.

## Biografia
Teveth nasceu em 1925 e cresceu nos alojamentos dos trabalhadores da pedreira Migdal Tzedek, onde seu pai trabalhava, perto de Petah Tikva. Ele começou a trabalhar como jornalista para o jornal Haaretz em 1950, tornando-se posteriormente seu correspondente político. Em 1981, foi nomeado pesquisador sênior no Centro Moshe Dayan de Estudos do Oriente Médio e África da Universidade de Tel Aviv.

## Carreira
Após a publicação de sua pesquisa sobre o assassinato de Haim Arlosoroff, em 1982, Menachim Begin - primeiro primeiro-ministro israelense eleito pelo movimento revisionista - ordenou uma Comissão Judicial de Inquérito que concluiu que Teveth estava errado ao sugerir que o assassinato poderia ter sido realizado por dois revisionistas.
Na sua biografia de David Ben-Gurion, Teveth argumenta que Ben-Gurion não instigou uma política de transferência populacional. Em 2005, Teveth recebeu o Prêmio Israel por "conquistas ao longo da vida e contribuições especiais à sociedade e ao Estado".

## Obras publicadas
- The tanks of Tammuz. Tel Aviv: Schocken. 1968 (English: The tanks of Tammuz. [S.l.]: Viking Press. 1969); um relato do Corpo Blindado de Israel durante a guerra de 1967.
- The cursed blessing: the story of Israel's occupation of the West Bank. [S.l.]: Weidenfeld & Nicolson. 1969. ISBN 0-297-00150-7; traduzido do hebraico para o inglês por Myra Bank (1970).
- Moshe Dayan: the soldier, the man, the legend. [S.l.]: Houghton Mifflin. 1973. ISBN 0-7043-1080-5)
- Kin'at David (David's Jealousy). [S.l.]: Schocken. 1980; em dois volumes.
- רצח ארלוזורוב [O assassinato de Arlozorov] (em hebraico). [S.l.]: Schocken. 1982. ISBN 9789651900815
- Ben-Gurion and the Palestinian Arabs: from peace to war. [S.l.]: Oxford University Press. 1985. ISBN 978-0-19-503562-9
- The Incarnations of Transfer in Zionist Thinking 1988. (Hebrew), Ha'aretz.
- Charging Israel With Original Sin (www.commentarymagazine.com/articles/shabtai-teveth/charging-israel-with-original-sin/)
- The evolution of "transfer" in Zionist thinking. [S.l.]: Moshe Dayan Center for Middle Eastern and African Studies, Shiloah Institute, Tel Aviv University. 1989
- Ben-Gurion and the Holocaust. [S.l.]: Harcourt Brace & Co. 1996
- The Burning Ground. Tel Aviv: Schocken. 1997; em dois volumes, biografia de David Ben-Gurion.
- Ben-Gurion's spy: the story of the political scandal that shaped modern Israel. [S.l.]: Columbia University Press. 1996. ISBN 978-0-231-10464-7

## Prêmios
- 1988: Prêmio Nacional do Livro Judaico na categoria Israel por Ben Gurion: The Burning Ground.[5]
- 1985: Prêmio Israel por conquistas ao longo da vida e contribuição especial para a sociedade e o Estado.[1]